# Раббота Хо
«Раббота Хо» — советская и украинская рок-группа. Существовала с конца 1980-х по 2000-е годы в Киеве. Одни из первых представителей украинского альтернативного и авангардного рока.
В конце 1980-х годов группа получила достаточно широкую известность как в УССР, так и в остальном СССР. Магнитоальбому «Репетиция без оркестра», увидевшему свет в 1989 году, посвящена отдельная глава книги «100 магнитоальбомов советского рока» А. Кушнира.

## История
Группа возникла в 1987 году под названием «Вавилон». В её состав вошли Сергей Попович (вокал, гитара), Юрий Михайличенко (вокал, бас), Игорь Грановский (клавишные) и Константин Довженко (ударные). «Вавилон» принял участие в фестивалях «Молодёжный перекрёсток», «Рок-диалог» и Пятом фестивале Мира, а также записал два магнитоальбома: «Взъерошенное дерево» (1987) и «Потенция» (1988). Музыка первого альбома напоминала традиционный «ленинградский рок», но уже на втором альбоме стали активно использоваться элементы авангардного рока.
В начале 1988 года группу покинул басист Михайличенко. Оставшееся трио музыкантов сменило название на «Раббота Хо». Басовые партии Грановский стал использовать на клавишном синтезаторе «Эстрадин». Вместе с коллективами «Коллежский Асессор» и «Воплі Відоплясова» группа составила творческое объединение «Рок-Артель».
«Раббота Хо» в 1988—1989 годах активно гастролировала по СССР от Западной Украины до Владивостока (где их «разогревала» группа «Мумий Тролль», ещё не имевшая широкой известности). Группа выступала на крупных фестивалях, таких как «Литуаника-88» (Вильнюс), «Северная муза-89» (Таллин), «Рок-Аврора» (Ленинград), «СыРок» (Москва). Сборник концертных записей 1988—1989 годов получил хождение как магнитоальбом под названием «Фельдфебельский романс».
В числе поклонников «Рабботы Хо» был Егор Летов, предложивший музыкантам выступать вместе. Однако идея не получила развития. Но и первый студийный альбом собственного материала группы, получивший название «Репетиция без оркестра», был записан не с первой попытки и увидел свет только в самом конце 1989 года. Две композиции были записаны в студии Дома Союза композиторов УССР профессиональным звукорежиссёром Аркадием Вихаревым, остальные четыре представляли собой демо-записи.
В 1990 году группу покинули Грановский и Довженко, вместо которых пришли басист Николай Игнатенко и барабанщик Дмитрий Пидлуцкий. Однако Пидлуцкий недолго продержался в составе, и после его ухода Попович стал использовать вместо живых ударных советский ритм-бокс «Лель», который на концертах даже представляли как одного из участников группы. С таким инструментарием «Раббота Хо» в 1991 году выпустила альбом «Танец».
В первой половине 1990-х годов группа продолжала концертную деятельность и принимала участие в ряде крупных украинских фестивалей, но в 1995 году фактически распалась. На основе записи последнего концерта в Киеве (совместно с сессионным клавишником Виктором Пушкарём) был создан альбом «Гадкие лебеди», выпущенный в том же 1995 году.
Параллельно в 1990-е годы Попович основал домашнюю студию звукозаписи «Action Voices», а также сотрудничал с группой «Воплі Відоплясова» в качестве звукорежиссёра и продюсировал гранж-группу «Танкі», в которой участвовала его жена Тала Миллер.
В сентябре 2000 года «Раббота Хо» была возрождена Поповичем совместно с совершенно новыми участниками (Тала Миллер — бас, Михаил Мартынчук — гитара, Георгий Тараман — семплеры). В 2001 году в обновлённом составе был выпущен мини-альбом «Любовь/Нелюбовь». Тогда же увидели свет переиздания трёх выпущенных ранее студийных альбомов, выполненные лейблом «J.R.С.». Однако вскоре Попович эмигрирует в США, на чём история группы окончательно завершается.

## Название
Участники группы отказывались комментировать смысл и происхождения названия «Раббота Хо». Однако в кругу музыкантов ходила шуточная поговорка: «Раббота не Хо, в лес не убежит». Кроме того, в одной из композиций присутствовали строчки: «Три муравья, разгрызая стекло, производят хо».

## Музыкальный стиль
Во время переходного периода от стилистики «Вавилона» к «Рабботе Хо» новыми творческими ориентирами группы стали The Doors, King Crimson, The Stranglers, The Clash, Talking Heads и зарубежные постпанк-группы, а барабанщик начал использовать восточные ритмы.
Эстетику обновлённого коллектива участники стали определять как «депрессивный оптимизм», а используемые в композициях образы, по их словам, были навеяны книгами братьев Стругацких и Карлоса Кастанеды, а также фильмами Александра Сокурова и Андрея Тарковского. При создании новых композиций музыканты стремились уйти как можно дальше от традиционной песенной формы.
Александр Кушнир посвятил альбому «Репетиция без оркестра» главу своей книги «100 магнитоальбомов советского рока». В ней называет композиции группы «авангардно-симфоническими произведениями» и «урбанистическими конструкциями, сыгранными в духе самых тягучих и безотрадных произведений Cure».
Музыка «Рабботы Хо» продолжала носить экспериментальный характер и в постсоветский период, несмотря на падение интереса массового слушателя к творчеству группы.

## Состав

### Последний состав (2000-е гг.)
- Сергей Попович — вокал, гитара
- Михаил Мартынчук — гитара
- Тала Миллер — бас
- Георгий Тараман — семплеры

### Участники более ранних периодов
- Юрий Михайличенко — бас (1987—1988)
- Игорь Грановский — клавишные (1987—1990), синтез-бас (1988—1990)
- Константин Довженко — ударные (1987—1990)
- Николай Игнатенко — бас (1990—1995)
- Дмитрий Пидлуцкий — ударные (1990)
- Виктор Пушкарь — клавишные (1995)

## Дискография

### Под названием «Вавилон»
- 1987 — Взъерошенное дерево
- 1988 — Потенция

### Под названием «Раббота Хо»
- 1989 — Фельдфебельский романс (концертные записи 1988—1989)
- 1989 — Репетиция без оркестра (переиздан в 2001 году под названием «Репетиция без оркестра, часть 1: Фельдфебельский романс»)
- 1991 — Танец (переиздан в 2001 году)
- 1995 — Гадкие лебеди (переиздан в 2001 году под названием «Репетиция без оркестра, часть 2: Гадкие лебеди»)
- 2001 — Любовь/Нелюбовь (мини-альбом)